# Високогірний дендропарк
Високогі́рний дендропа́рк — дендрологічний парк загальнодержавного значення в Україні. Розташований біля села Бистриці Надвірнянського району Івано-Франківської області. 
Площа 124 га. Перебуває у віданні ДП «Надвірнянське лісове господарство» (Бистрицьке л-во, кв. 62). 
Територія дендропарку видовжена з північного заходу на південний схід, займає схили вододільного хребта між річками Рафайловець і Салатрук, які є притоками Бистриці Надвірнянської, у масиві Скибових Ґорґан, на висоті 900—1300 м над рівнем моря. Розташований у зоні смереково-ялицево-букових і чисто смерекових лісів, домішкою останніх у рамках Бистрицького лісництва є сосна кедрова європейська, у верхній частині — сосна гірська (жереп). 
Дендропарк розташований у прохолодній кліматичній зоні. За даними метеопункту Довжинець (820 м над р. м.) абсолютний температурний мінімум −35,2 °C, максимум +30,1 °C, середня річна температура повітря +4,5 °C, річна кількість опадів 1000 мм. Тут переважають бурі гірсько-лісові ґрунти, що утворились на продуктах вивітрювання карпатського флішу та елювію-делювію ямненського пісковика. За механічним складом переважають щебенисті суглинки. 
Це — єдиний дендропарк в Україні, що розташований вище 1000 м над рівнем моря.

## Історія

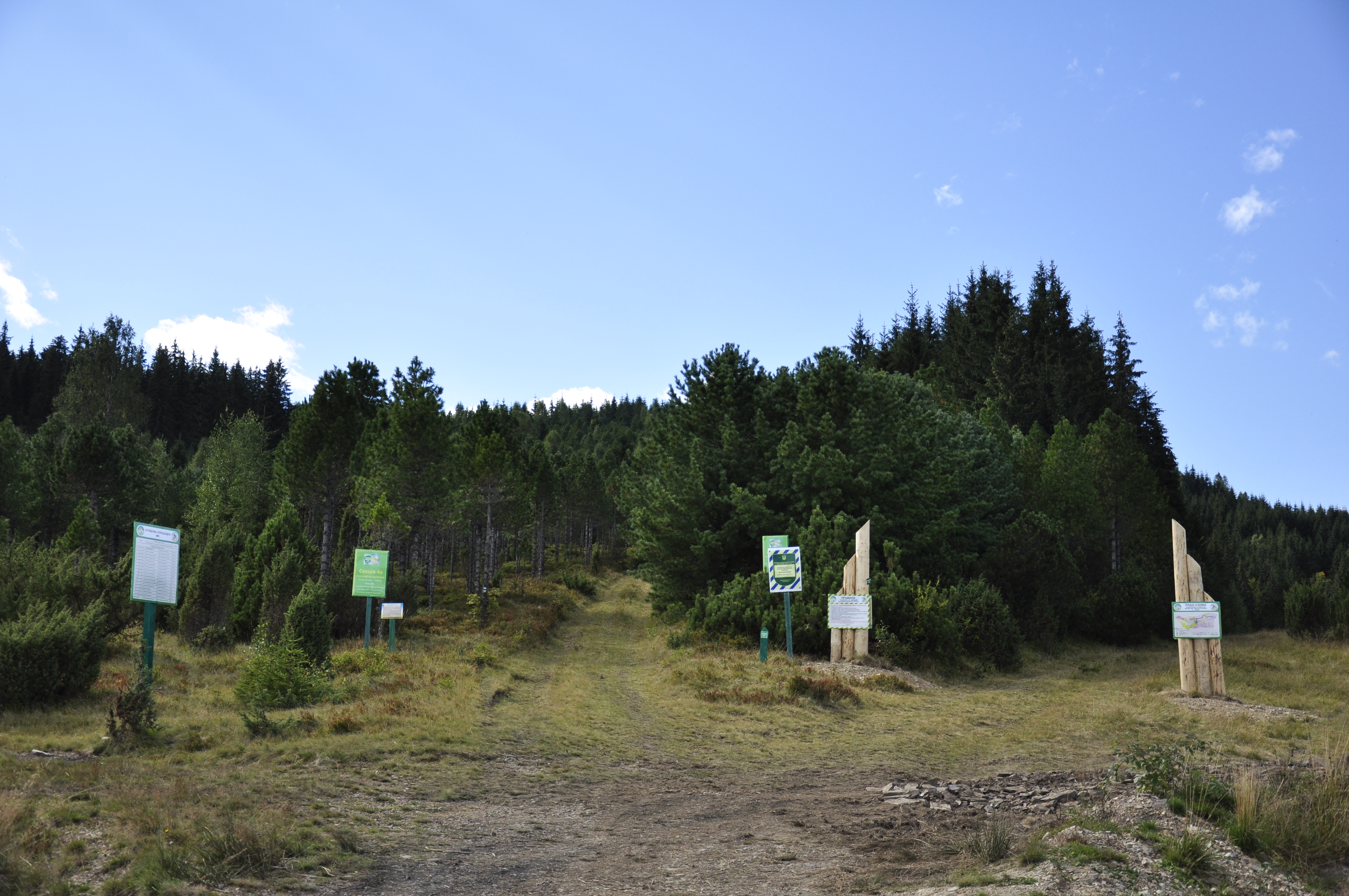
Кедровий масив дендропарку

Дендрарій створено 1963 року. Для високогірного дендрарію комісією у складі П. А. Трибуна, Ю. В. Юркевича та В. С. Краузе було вибрано ділянку в Бистрицькому лісництві на площі 91,8 га. З 1981 року дендрарій є пам'яткою садово-паркового мистецтва державного значення; сучасний природоохоронний статус — з 1983 року. У 1988 році площу збільшено до 124 га. 
Для підготовки садівного матеріалу лісовим управлінням Львівського раднаргоспу було організовано заготівлю лісового насіння в гірських районах СРСР і за кордоном. Паралельно готували територію під засів. Із відведеної під дендропарк площі 64,8 % становили вітровали 1957—1964 рр. До складу парку ввійшли смерекові насадження (12,6 га) і полонина «Явірчик». Територію очищували від захаращеності, через кожні 50—100 м нарізали горизонтальні стежки і вертикальні серпантини. 

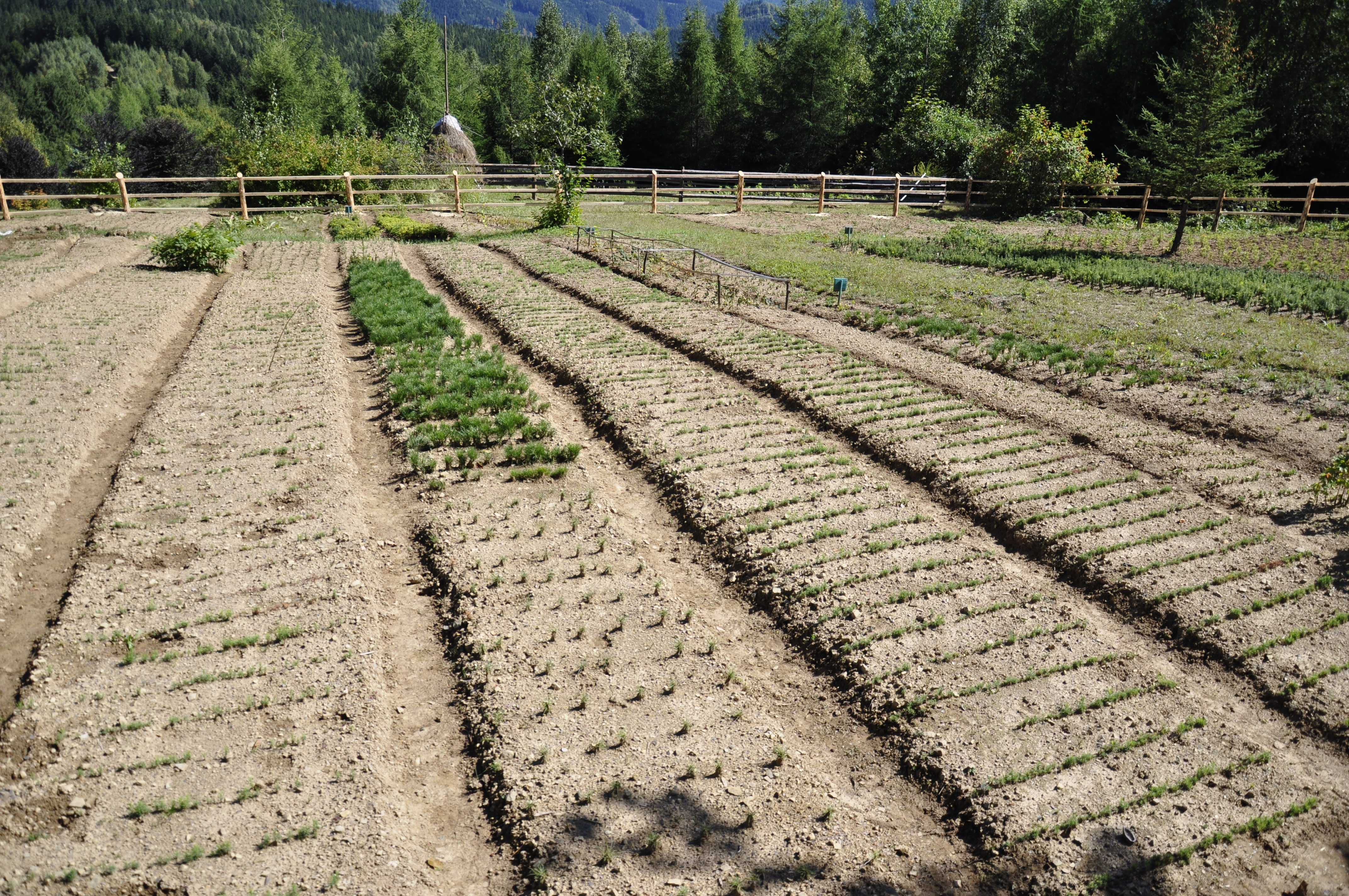
Розсадник лісових культур

Перші посадки інтродуцентів розпочато у 1967 році, коли було висаджено 66 видів дерев і чагарників, через 5 років їх уже було 277, а через 30 (1997) — 424 види та форми. 
Протягом 1973—1979 років Карпатською філією УкрНДІЛГА під керівництвом К. К. Смаглюка у співдружності з працівниками Надвірнянського лісокомбінату у верхній частині дендропарку на площі 14,8 га закладено різні види кедрової сосни. Висотно-інтродукційні культури закладались також у дендрарії під керівництвом П. І. Молоткова і Р. М. Яцика. 
Для впорядкування робіт інженер Надвірнянського держлісгоспу Тарас Миколайович Олексів протягом 1978—1983 років опрацював проєкт розвитку дендрарію, згідно з яким передбачено випробувати 897 інтродукованих видів та форм дерев і чагарників, а також висадити для порівняння 33 аборигенні породи. Рослини передбачено розташовувати ценотичними угрупуваннями. На полонині «Явірчик» заплановано створити альпінарій, куди мають бути зібрані рідкісні та зникаючі види рослин. Також до проєкту доклали значних зусиль кандидат наук Р. В. Кармазін, майстер М. Д. Клюшта, інженер-селекціонер В. І. Питлюк та багато інших.

## Флора

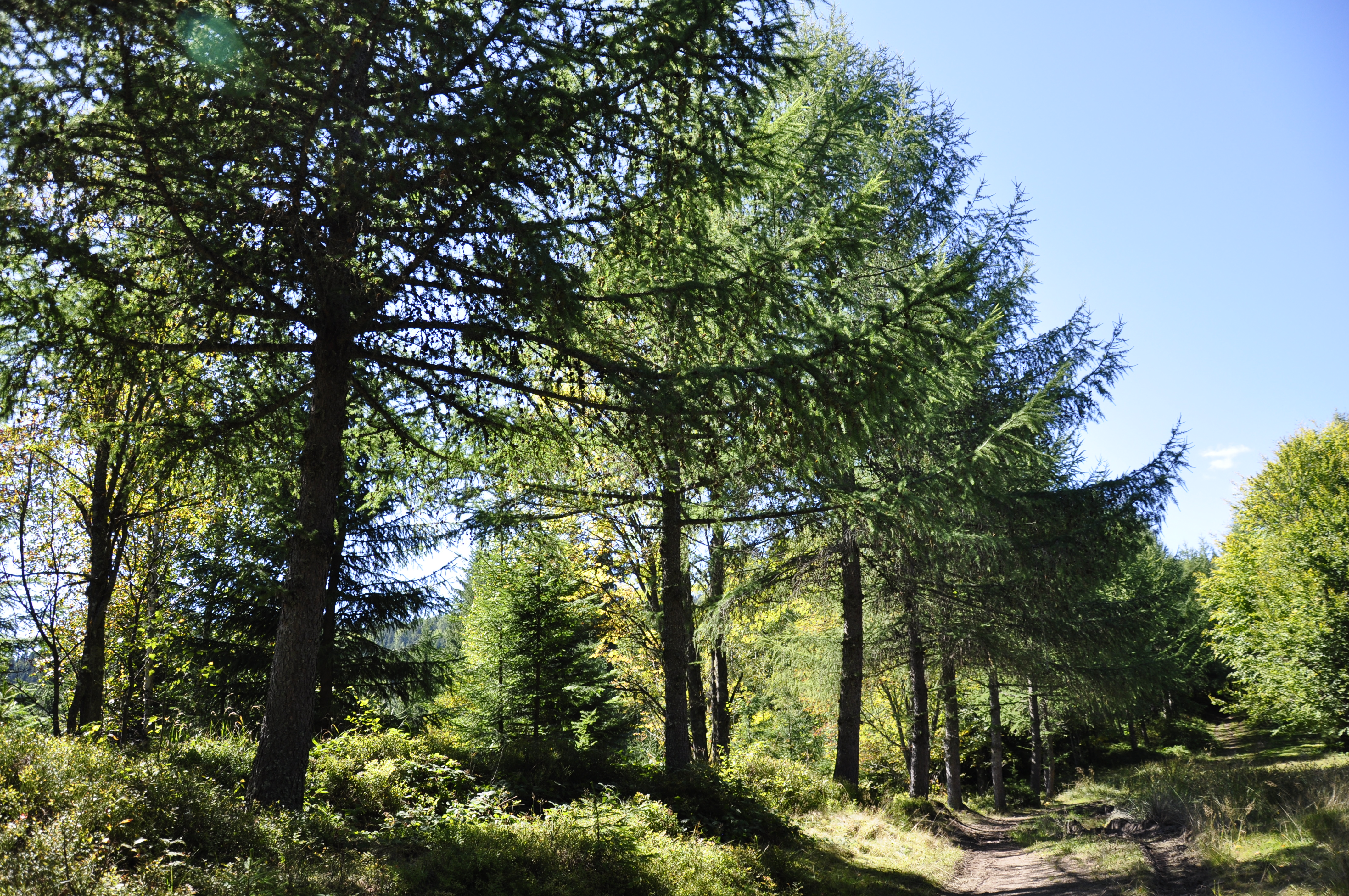
Модринова алея

На основі попередніх даних, отриманих при вирощуванні інтродуцентів, у дендрарії за час його існування найперспективнішими лісоутворюючами є: дугласія тисолиста і сіра; модрина європейська, Сукачова та японська, п'ять гібридів з їхньою участю; ялиця бальзамічна, Віча, кавказька, сахалінська і Фразера; сосна жовта; кедрові: корейська, сибірська, густоквітна, румелійська, скручена; Алькока, канадська, сербська і східна; стелюх кедровий; береза біла китайська, жовта, карельська, темнокора, тополелиста і японська; бук східний тощо. Ялиця бальзамічна пройшла державне сортовипробування і їй присвоєно сортову назву «Надвірнянська». Станом на 1997 рік на базі досвіду дендропарку в Надвірнянському держлісгоспі створено понад 600 га культур із впровадженням інтродуцентів, понад 20 га плодово-ягідних та лікарських плантацій, 31 га лісонасіннєвої бази швидкоростучих інтродуцентів.

## Суміжні об'єкти ПЗФ
У сусідньому на захід кварталі розташоване заповідне урочище «Рафайловець», неподалік на пн. зх ― Урочище «Салатрук» та ботанічний заказник «Тавпіширківський».